# Cendres de lune
Cendres de lune è il primo album studio della cantante francese Mylène Farmer, pubblicato nel 1986 dalla Polydor Records.
L'album fu pubblicato in Francia, Canada e Germania. Riscosse un successo moderato in Francia, se comparato ai successivi album della cantante, ma servì a lanciare la sua carriera.
Le tematiche di base dell'universo di Mylène Farmer iniziarono ad imporsi; i toni dark dell'album contrastavano enormemente con le canzoni ottimistiche di metà anni Ottanta.
Ad eccezione dei brani Maman a tort e Libertine, la musica dell'album è stata prodotta da Laurent Boutonnat, che fece un grande utilizzo di sintetizzatori e chitarre acustiche d'ispirazione New wave.
La foto per la copertina del disco, in bianco e nero, è stata realizzata da Laurent Boutonnat e mostra Mylène Farmer di profilo, con un'espressione malinconica, che indossa un cappello.

## Il disco
Il primo lavoro discografico di Mylène Farmer uscirà dopo ben 4 singoli (e, di questi, solo 3 verranno inseriti nell'album): Maman a tort (che avrà un discreto successo), On est tous des imbéciles (probabilmente il peggior flop della sua carriera), Plus grandir (stessa sorte del primo singolo). Ma il vero successo arriva con Libertine (300 000 copie), che permetterà alla Farmer e a Laurent Boutonnat di far uscire il loro primo album di debutto: questo nella prima edizione sarà composto solo da 9 tracce di cui Mylène Farmer non sarà unica autrice, ma altri testi verranno affidati allo stesso Boutonnat e al loro amico Jérôme Dahan. Anche nelle musiche Boutonnat non è unico artefice, poiché verrà affiancato nuovamente da Jérôme Dahan e dall'autore della versione originale di Libertine, Jean-Claude Déquéant. Il duo per promuovere definitivamente l'album creano un'ultima perla, Tristana, che uscirà come singolo e verrà aggiunta all'opus insieme a due remix. Cendres de lune s'impone nelle classifiche e Mylène Farmer crea la sua immagine soprattutto attraverso i suoi leggendari videoclip: in Libertine diventa finalmente rossa e interpreta una lussuriosa giovane libertina alle prese con i suoi amori e la sua rivale. Il video è una novità assoluta poiché la Farmer sarà la prima donna in assoluto a spogliarsi completamente in un video. Quest'ultimo durerà più di 10 minuti, altra novità. Il video di Tristana non sarà da meno: qui Mylène idea e interpreta una versione della fiaba di Biancaneve senza lieto fine...

## Tracce
1. Libertine
2. Au bout de la nuit
3. Vieux bouc
4. Tristana
5. Cloé
6. Maman a tort
7. We'll never die
8. Greta
9. Plus grandir
10. Libertine (Remix Special Club)
11. Tristana (Remix Club)
12. Cendres de lune (Traccia strumentale)

## Curiosità
- Au bout de la nuit era stata inizialmente scelta come quarto singolo ma in seguito sarà sostituita da Tristana. Non è mai presentata in versione live.
- Vieux bouc è la canzone che verrà interpretata dal pubblico come una sorta di inno satanico, poiché vieux bouc in francese vuol dire "vecchio caprone" (simbolo di Lucifero). Non è mai presentata in versione live.
- Il testo di Cloé parla di una bambina amica d'infanzia dell'autrice che morirà affogata in una fontana. Non è mai presentata in versione live.
- Greta è una dedica a Greta Garbo, attrice amatissima dalla Farmer della quale imiterà negli anni a venire l'atteggiamento misterioso e riservato. Non è mai presentata in versione live.
- Cendres de lune è una traccia strumentale che chiude l'album. Non è mai presentata in versione live.

## Singoli
- Maman a tort
- Plus grandir
- Libertine
- Tristana

## Classifiche
| Classifica (1986) | Posizione massima |
| ----------------- | ----------------- |
| Francia           | 10                |
| Classifica (1989) | Posizione massima |
| Francia           | 39                |